# Día del conocimiento
El Día del conocimiento (1 de septiembre) es un feriado estatal en la URSS desde 1984, introducido por el Decreto del Presidium del Sóviet Supremo de la URSS N.º 373-11 del 15 de junio de 1984 «al declarar el 1 de septiembre día festivo nacional - el Día del Conocimiento». También es una fiesta oficial en algunos otros estados postsoviéticos, en particular, en Rusia, Ucrania, y Bielorrusia. No es un día libre. En caso de que 1 de septiembre caiga un domingo, la celebración se lleva a cabo el 2 de septiembre.
El 1 de septiembre, da comienzo a un nuevo año académico para la gran mayoría de escolares rusos, estudiantes, los maestros y profesores. 
Tradicionalmente, en este día en las escuelas hay celebraciones solemnes en horas de clase, lecciones de conocimiento, paz, seguridad, coraje, etc.

## Historia
Históricamente, no todas las instituciones educativas en Rusia comenzaban el año escolar el 1 de septiembre. Por ejemplo, durante los tiempos de Pedro el Grande, en algunas escuelas y gimnasios, la instrucción comenzaba a fines de agosto, mediados de septiembre u octubre, las escuelas rurales de alfabetización comenzaban a trabajar el 1 de diciembre.
Incluso en la URSS hasta mediados de la década de 1930, no había una fecha exacta para el comienzo del año escolar. De acuerdo con la decisión del Consejo de Comisarios del Pueblo de la URSS del 14 de agosto de 1930, se concluyó que únicamente «todos los niños de 8 a 10 años iban a ser admitidos a la escuela en el otoño».
Después del estallido de la Primera Guerra Mundial, los jóvenes socialistas iniciaron un Día Internacional de la Juventud anual para llevar a cabo acciones contra la guerra y lecciones de paz en las escuelas de todos los países. La fecha del MLJ, a propuesta de la Internacional Comunista de la Juventud, desde septiembre de 1932, es el 1 de septiembre. Y ya en 1935 el Consejo de Comisarios del Pueblo de la URSS y el Comité Central del PCUS definen el mismo día como una fecha única para el comienzo del año académico en todas las escuelas de la Unión Soviética. En 1939, el 1 de septiembre, la Alemania nazi desencadenó la Segunda Guerra Mundial, y el significado contra la guerra, de esta fecha siguió creciendo. 
El 3 de septiembre de 1935, mediante una resolución del Consejo de Comisarios del Pueblo y el Comité Central del Partido Comunista de la URSS, se inició un inicio unificado de estudios en todas las escuelas de la URSS el 1 de septiembre, y el final se diferencia: en laen los primeros tres grados - 1 de junio, en los grados 4-7 - 10 de junio y 8-10 de junio clases - 20 de junio. Ahora solo se regula la duración del año académico: en el 1.er grado, 33 semanas, en el 9.° y 11.° - 34 (sin incluir el GIA y el USO), en el resto - de 34 a 37 (en la mayoría de las instituciones educativas - 35). La duración de las vacaciones también está regulada: al menos 30 días durante el año escolar y al menos 8 semanas en el verano.
Uno de los fundadores de esta celebración es el maestro de la escuela RSFSR Briujovetski, Fiodor Fiodórovich. Oficialmente, el «Día del Conocimiento» fue establecido por Decreto del Presidium del Soviet Supremo de la URSS N.º 373-11 del 15 de junio de 1984 «al declarar el 1 de septiembre día festivo nacional - Día del Conocimiento» complementado por el Decreto N.º 3018-X del Presidium del Consejo Supremo de la URSS «Días Festivos y Memorables». Desde el 1 de octubre de 1980, existe oficialmente esta celebración.

## Tradición
El 1 de septiembre, los alumnos y sus padres regalan flores a los maestros, felicitándolos por el comienzo de un nuevo año escolar.
Altos funcionarios de Estado tradicionalmente felicitan a maestros y alumnos en el Día del Conocimiento. Diversas instituciones educativas son visitadas por las alcaldes de los distritos, los líderes de las ciudades y los raiones.
Hasta 1984, el 1 de septiembre, se realizaba una ceremonia solemne, seguida de la Lección de Paz, luego otras lecciones según lo programado, y este sería un día escolar completo (de 5 a 6 materias). Desde 1984, las clases no se imparten en las escuelas el 1 de septiembre, y se lleva a cabo, una única ceremonia (donde los estudiantes de la escuela secundaria se forman según su grado) y otros eventos festivos en los que se presta una atención especial a niños de primer grado de primaria. A partir del 1 de septiembre de 2017, las clases en todos los grados comienzan con una clase abierta, denominada «Rusia mirando al futuro».
En las instituciones de educación secundaria especial y superior, generalmente, no realizan ceremonias (para los estudiantes de primer año se lleva a cabo una ceremonia solemne, pero los estudiantes de los cursos superiores estudian).

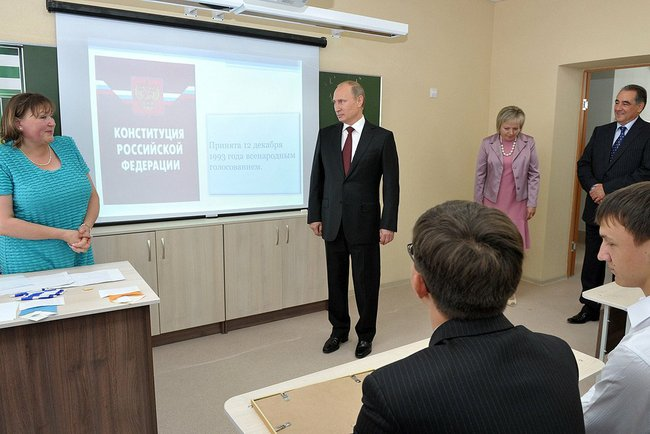
El presidente de Rusia, Vladimir Putin, en el Día de los Conocimientos asiste a la escuela número secundario 7 en Kurgán, 2013
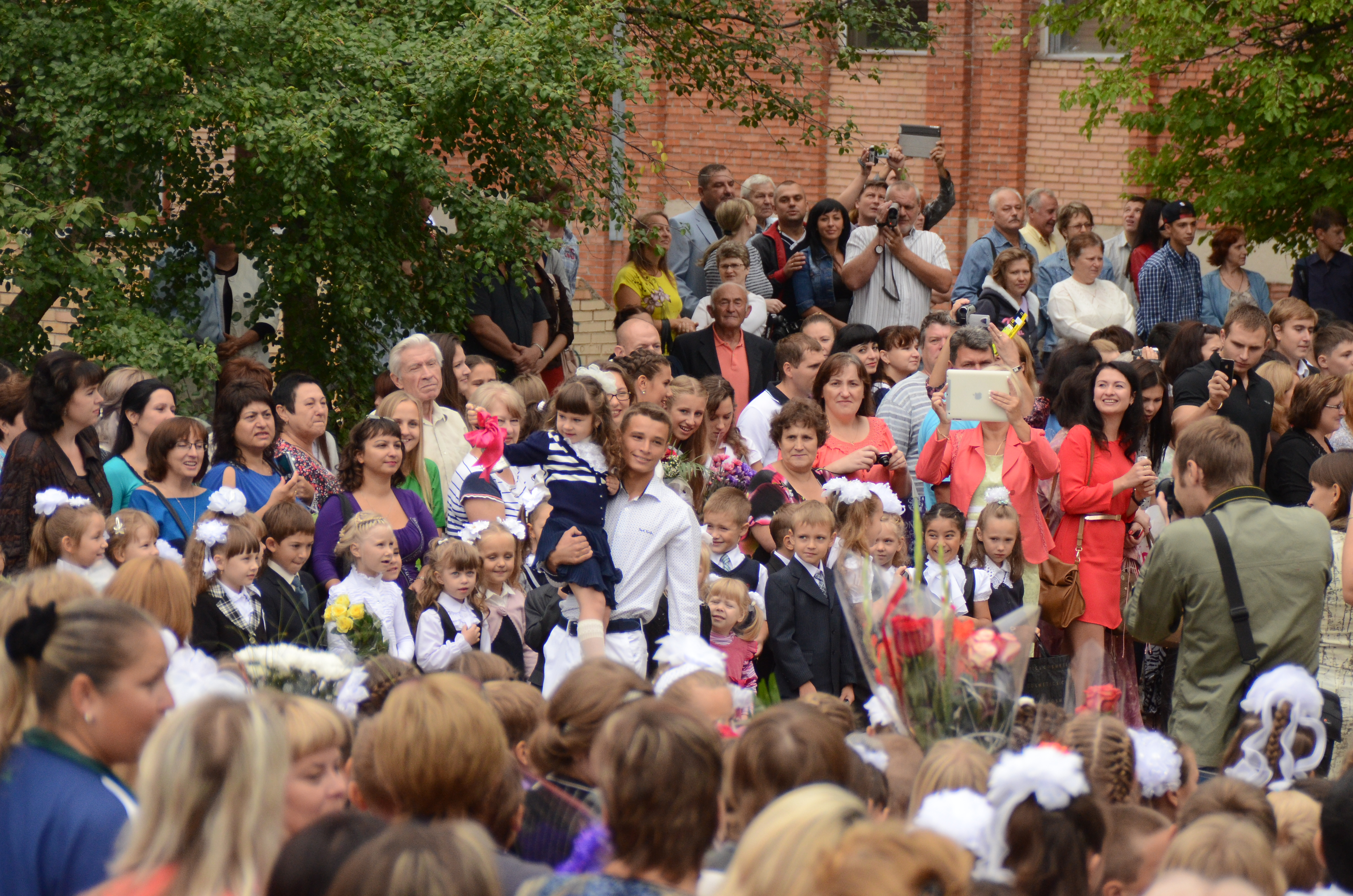
Ceremonia solemne en Donetsk, 1 de septiembre de 2013
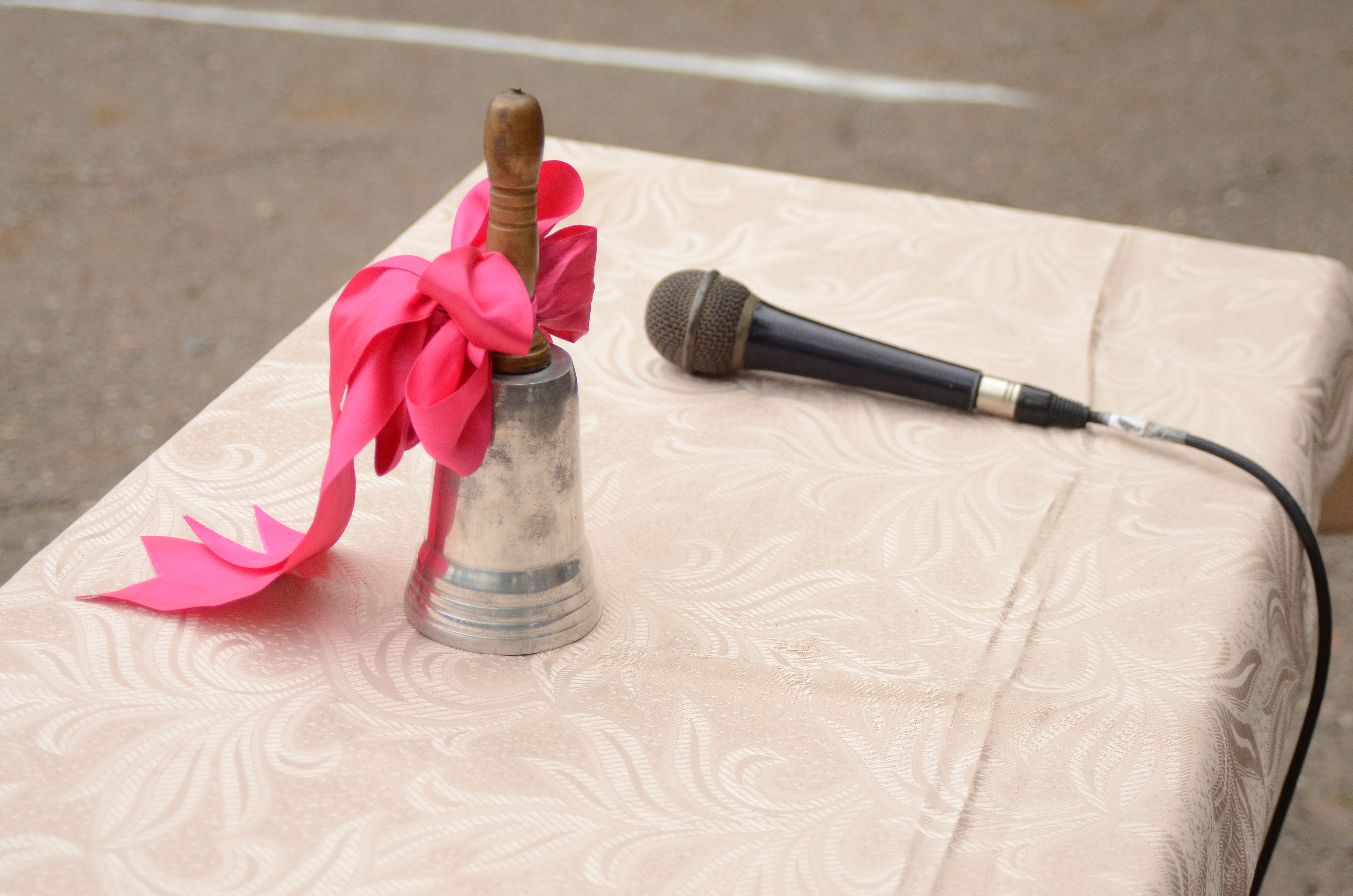
La campana es un atributo del Día de los conocimientos
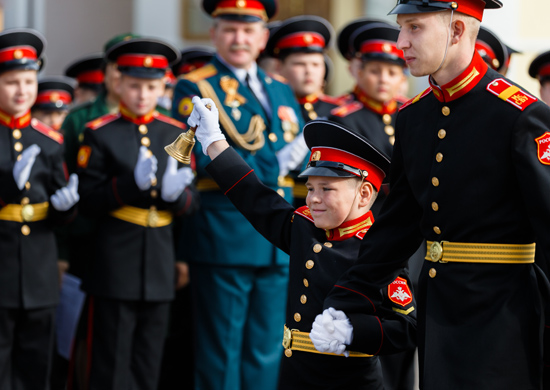
Día del Conocimiento en la Escuela Militar Suvorov de Moscú

Desde 2014, en una de las escuelas de Moscú se inventó la campaña «Niños en vez de flores», según la cual, en el Día del Conocimiento, los estudiantes y sus padres no compran ramos caros para los maestros, sino que donan una cantidad factible para ayudar a niños gravemente enfermos o huérfanos. Cada año, nuevas instituciones educativas de Rusia se unen a esta campaña.

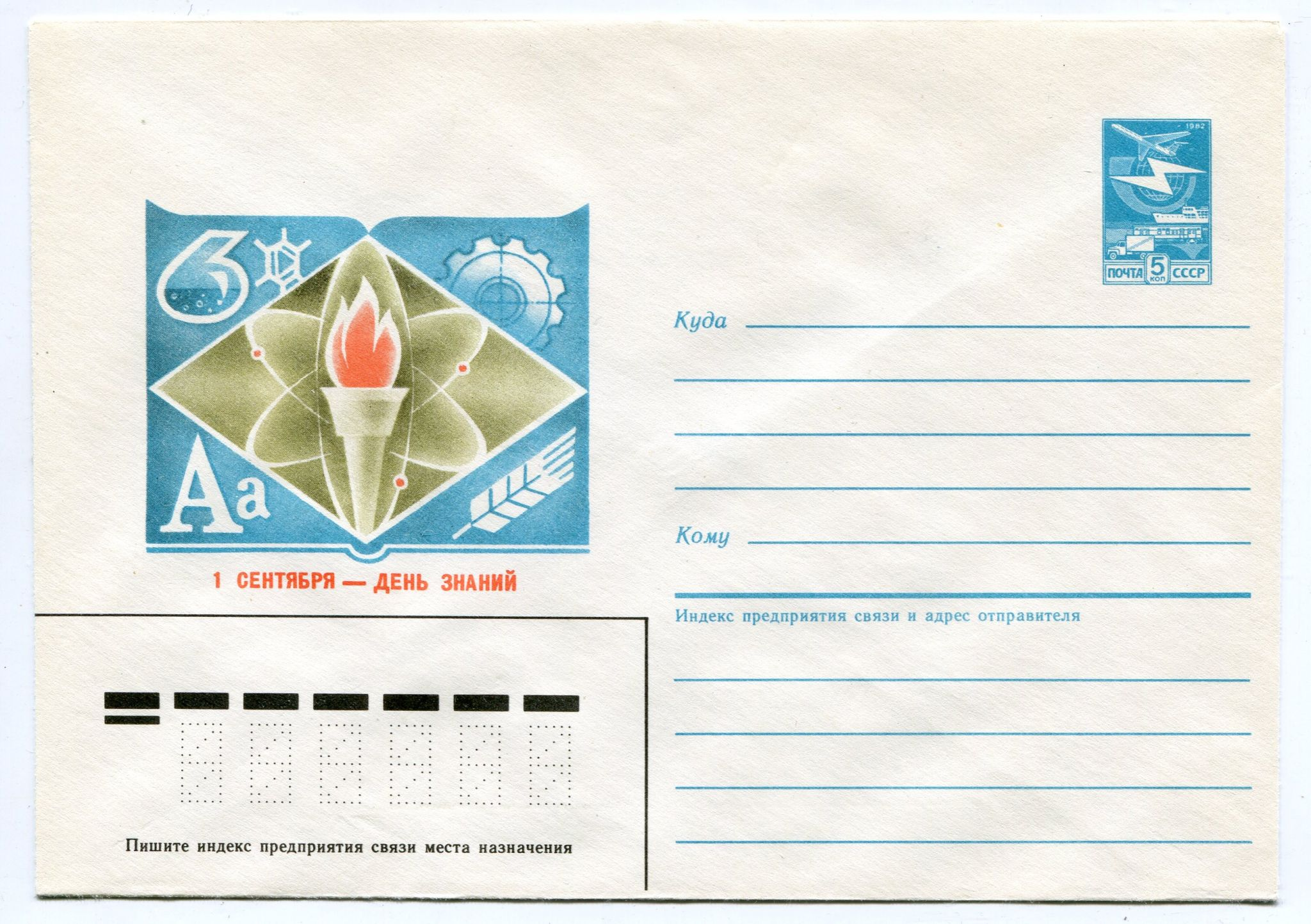
Postal de URSS en alusión al Día del conocimiento

## Sellos postales alusivos a la celebración
Aunque no se emitieron sellos postales para el Día del Conocimiento en la URSS, se emitieron en varias ocasiones sobres con sellos de arte dedicados a este feriado (KMK). El sello postal para el Día del Conocimiento fue emitido por Lituania en 2015, estrictamente hablando, se dedicó al Día de la Ciencia y el Conocimiento (en lituano: Mokslo ir žinių diena), que se celebra allí el 1 de septiembre.